# Maria Cristina Dreher Mansur
Maria Cristina Dreher Mansur é uma bióloga brasileira, especializada na área da malacologia, nomeadamente em moluscos bivalves de água-doce.

## Biografia
Publicou mais de cinquenta trabalhos científicos referentes à fauna de moluscos bivalves sul-americanos, com destaque para as espécies das bacias hidrográficas do Rio Grande do Sul (lagoas costeiras, rio Uruguai, rio Caí, rio dos Sinos e rio Jacuí) e espécies das bacias do rio Amazonas e do rio Paraguai.
Examinou material de coleções científicas dos principais museus de Ciências Naturais da América do Norte, América do Sul e da Europa, como por exemplo:
- Carnegie Museum of Natural History (CMNH), em Pittsburg;
- National Museum of Natural History (NMNH), em Washington, DC;
- United States National Museum (USNM), em Washington, DC;
- Museu de Zoologia da Universidade de São Paulo (MZUSP), em São Paulo;
- Museu de Ciências Naturais da Fundação Zoobotânica do Rio Grande do Sul (MCN), em Porto Alegre;
- Museu de Ciências e Tecnologia da Pontifícia Universidade Católica do Rio Grande do Sul (MCP), em Porto Alegre;
- Museu de Zoologia da Unisinos (MZU), em São Leopoldo;
- Natural History Museum (BMNH), em Londres;
- Muséum d'histoire naturelle (MHNG), em Genebra;
- Musée d'Histoire Naturelle de Bâle (MHNB), em Basileia;
- Stuttgart Museum für Naturgeschichte (SMNS), em Stuttgart;
- Senckenberg Museum (SBMF), em Frankfurt;
- Museum der Humboldt Universität (ZMHU), em Berlim; e
- Zoologische Staatssammlung (ZS), em Munique.

Atualmente dedica-se a pesquisas direcionadas à biologia, ecologia, monitoramento, controle e manejo do mexilhão-dourado ("Limnoperna fortunei"), uma espécie exótica invasora, no Brasil.